# گوندولای برادوی
گوندولای برادوی (انگلیسی: Broadway Gondolier) فیلمی آمریکایی در سبک موزیکال به کارگردانی لوید بیکن است که در سال ۱۹۳۵ منتشر شد.

## بازیگران
- دیک پاول
- جون بلوندل
- آدولف منژو
- لوئیز فازندا
- ویلیام گارگان
- جان میلز
- لوید بیکن
- ادی گراهام
- ویلیام جفری
- ادموند مورتیمر
- جون تراویز
- لئو وایت
- جینو کورادو
- پل پورکازی
- امت ووگان